# آیاکا کوماتسو
آیاکا کوماتسو (انگلیسی: Ayaka Komatsu؛ زادهٔ ۲۳ ژوئیهٔ ۱۹۸۶) یک مانکن (فرد) اهل ژاپن است.